# Pfarrkirche Altersberg

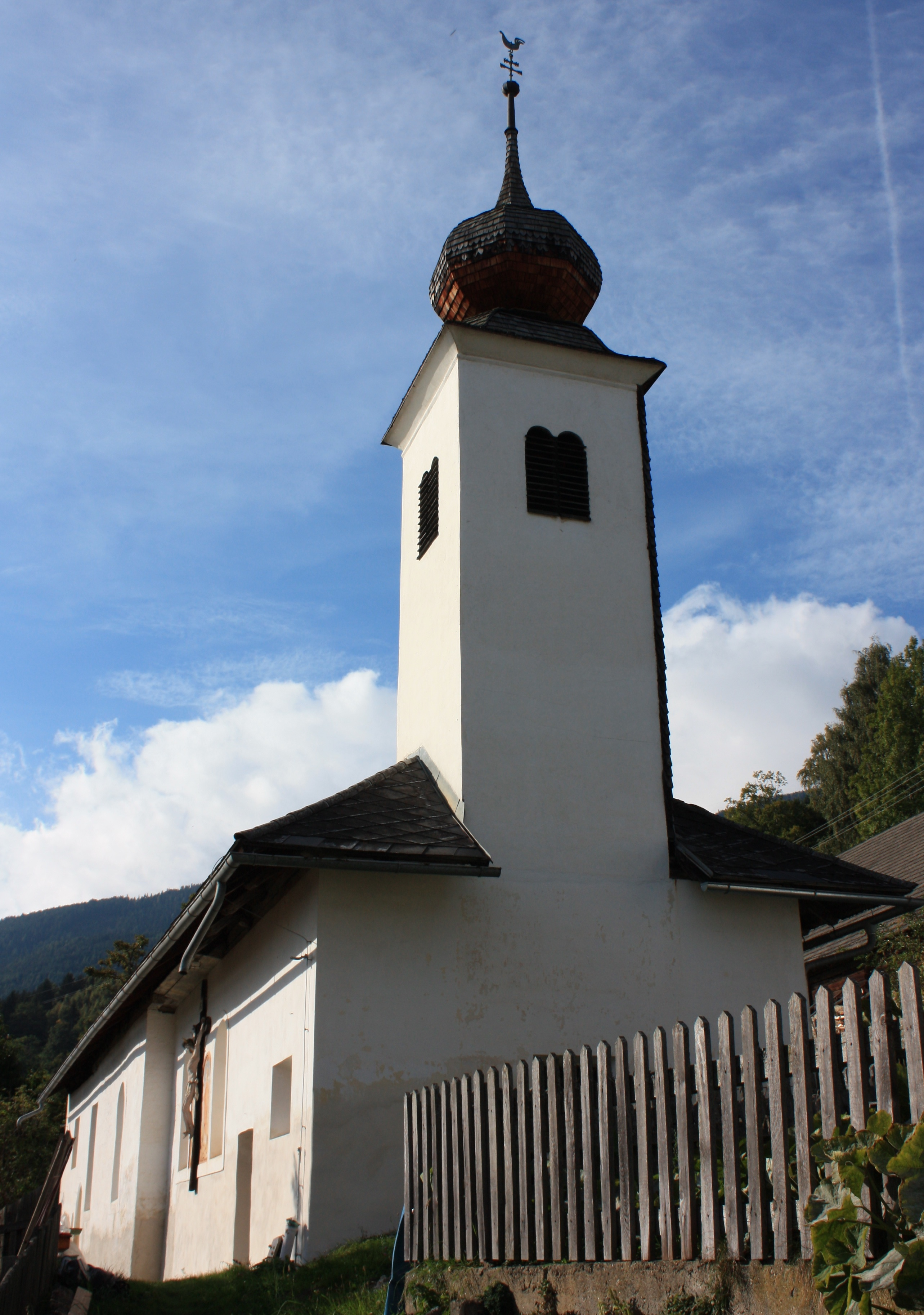
Katholische Pfarrkirche hl. Lucia in Altersberg

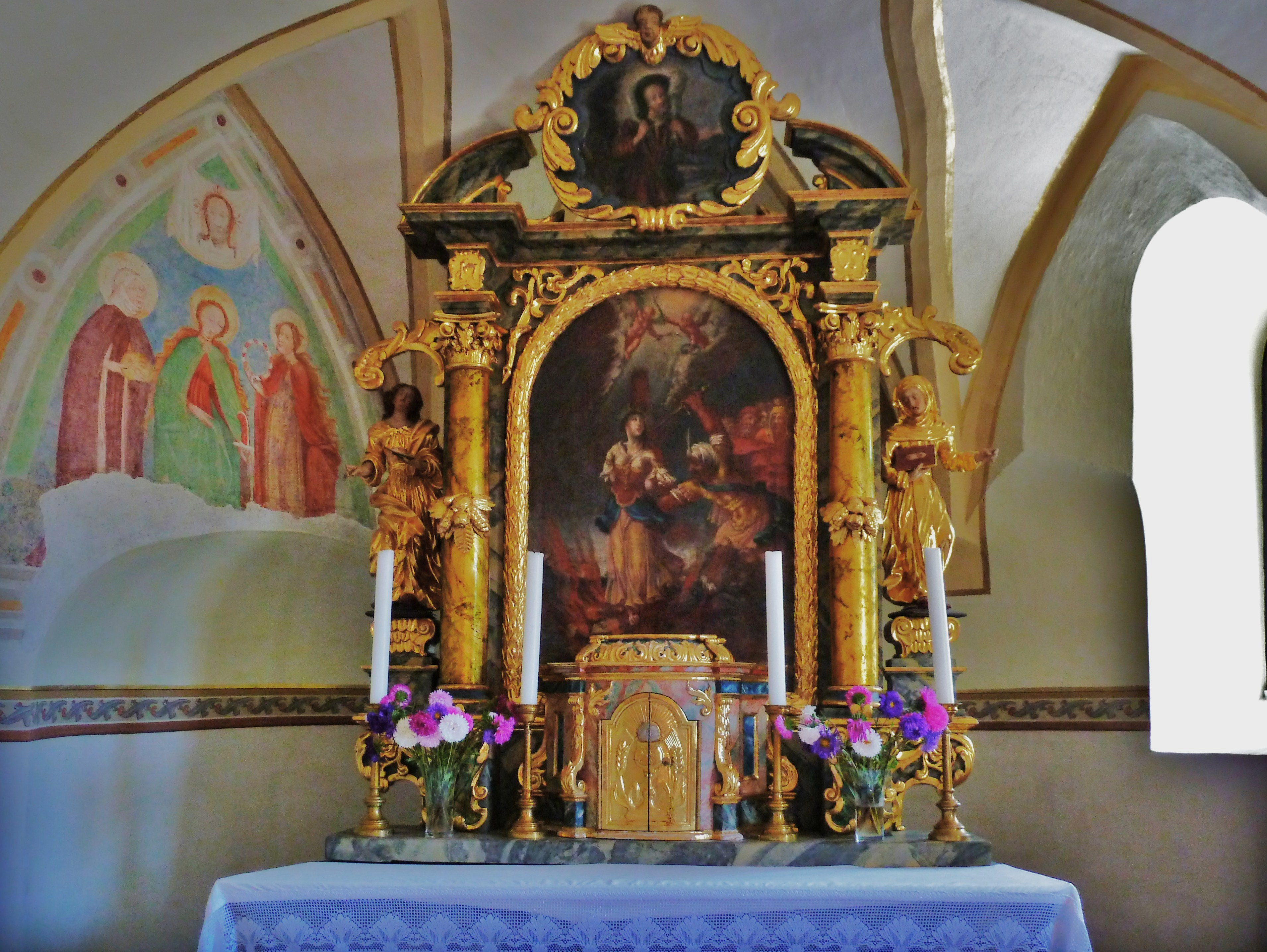
Apsis mit Hochaltar

Die römisch-katholische Pfarrkirche Altersberg steht in der Ortschaft Altersberg in der Gemeinde Trebesing im Bezirk Spittal an der Drau in Kärnten. Die dem Patrozinium der hl. Lucia von Syrakus unterstellte Pfarrkirche gehört zum Dekanat Gmünd-Millstatt in der Diözese Gurk-Klagenfurt. Die Kirche steht unter Denkmalschutz (Listeneintrag).

## Beschreibung
Das Langhaus der Kirche stammt aus dem 17. bzw. frühen 18. Jahrhundert. An den spätgotischen Chor mit Fünfachtelschluss wurde in der Barockzeit eine Sakristei angebaut. Darüber wurde 1864 ein Turm mit Zwiebelhelm errichtet. Im Turm hängt eine 1659 von Lorenz Pez gegossene Glocke.
Das Rundbild an der Flachdecke im Langhaus mit einer Darstellung des heiligen Georg malte 1907 Martin Ladinig. Ein tief angesetzter spitzbogiger Triumphbogen verbindet das Langhaus mit dem gratgewölbten Chor. Die Wandmalereien im Chor stammen aus dem zweiten Viertel des 15. Jahrhunderts und wurden 1962 freigelegt. Im Bogenfeld der nördlichen Schrägwand sind die heiligen Ottilie, Katharina und Dorothea zu sehen, darüber das Schweißtuch der Veronika.
Der Hochaltar von 1705 zeigt im Mittelbild das Martyrium der heiligen Lucia und im Aufsatzbild den Guten Hirten. An den Seiten befinden sich links eine Statue der heiligen Lucia, die einen Teller mit zwei Augen trägt, und rechts eine Statue der heiligen Ottilie, die ein Buch mit zwei Augen trägt. Beide Heilige werden auch bei Augenleiden angerufen.

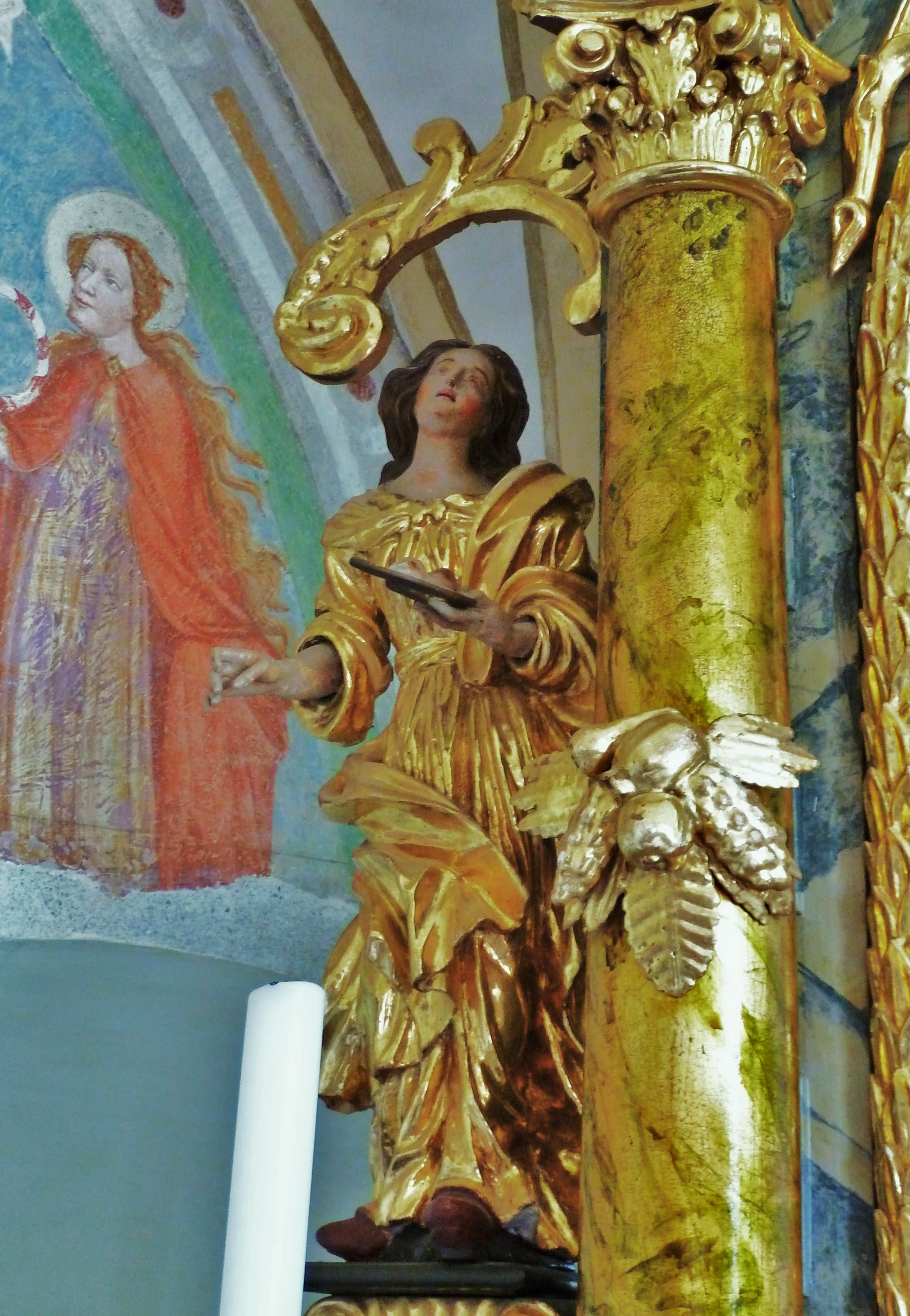
Statue der hl. Lucia
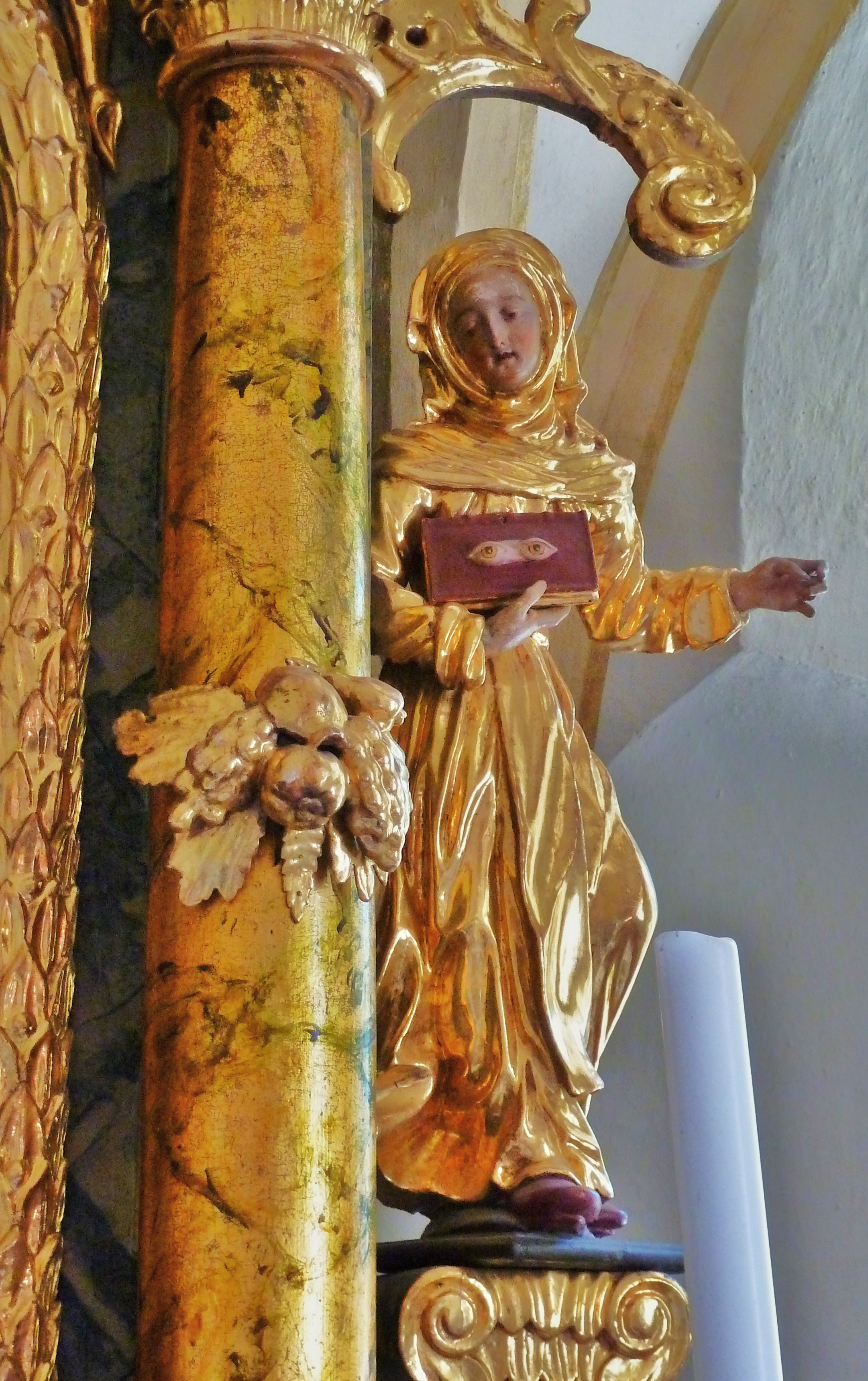
Statue der hl. Ottilie

Vor dem rechten Seitenaltar befindet sich unter einer Holzklappe ein Brunnen, dessen Wasser Heilkraft bei Augenleiden zugeschrieben wird.